# Детекция лжи
Детекция лжи — совокупность методов, направленных на выявление обмана, недостоверных сообщений и показаний.
К методам детекции (выявления или обнаружения) лжи относятся анализ потенциально ложных сообщений, невербальных знаков, использование технологических приспособлений (например, полиграф), психоактивных веществ (см. сыворотка правды).

## Вербальные методы детекции лжи
Обманщики склонны к скорее кратким ответам и реже признают свою забывчивость, путаницу в показаниях. Однако в речи эти же черты могут проявляться по другим причинам. Так, люди, говорящие не на родном языке, говорят меньше вне зависимости от того, намереваются ли они солгать или нет.

## Полиграф
Полиграф — техническое средство, записывающее физиологическую информацию, которую позже анализирует специалист. Предпосылкой для создания полиграфа стала идея о том, что ложь человека вызывает его эмоциональную реакцию, а также сопровождается измеримыми психофизиологическими проявлениями.
Достоверность результатов тестирования зависит от компетенции специалиста-полиграфолога, личности тестируемого, типов заданных вопросов. Существует риск ложноотрицательного и ложноположительного результата.

## Законодательство и ограничения в сфере детекции лжи на территории РФ
Сегодня в России отсутствует законодательство, регулирующее эту область деятельности, отсутствует необходимость лицензии, не существует критериев определения профессиональности и пригодности полиграфолога.